# انژک-شارونت
انژک-شارونت (به فرانسوی: Angeac-Charente) یک کمون در فرانسه است که در canton of Châteauneuf-sur-Charente واقع شده‌است. انژک-شارونت ۱۰٫۸۱ کیلومتر مربع مساحت دارد ۲۵ متر بالاتر از سطح دریا واقع شده‌است.